# Ceryx basalis
Ceryx basalis är en fjärilsart som beskrevs av Walker 1864. Ceryx basalis ingår i släktet Ceryx och familjen björnspinnare. Inga underarter finns listade i Catalogue of Life.